# Thysanote pomacanthi
Thysanote pomacanthi är en kräftdjursart som beskrevs av Henrik Nikolai Krøyer 1864. Thysanote pomacanthi ingår i släktet Thysanote och familjen Lernaeopodidae. Inga underarter finns listade i Catalogue of Life.